# Harrison Chongo
Harrison Chongo (Lusaka, 5 giugno 1969 – Mufulira, 12 maggio 2011) è stato un calciatore zambiano, di ruolo difensore.

## Vita privata
È deceduto il 12 maggio 2011, dopo essere stato ricoverato a causa di ipertensione e sospetta malaria.

## Caratteristiche tecniche
Poteva essere schierato come difensore centrale o centrocampista difensivo.

## Carriera

### Giocatore

#### Club
Ha cominciato la propria carriera in patria, nel Mufulira Wanderers. Nel 1992 si è trasferito all'Al-Taawoun, club saudita. Ha concluso la propria carriera nel 2002, dopo aver militato per dieci anni nel club gialloblu.

#### Nazionale
Ha debuttato in Nazionale il 20 dicembre 1992, in Madagascar-Zambia (2-0). Ha partecipato, con la Nazionale, alla Coppa d'Africa 1992, 1994, 1996 e 1998. È sceso in campo, inoltre, nelle qualificazioni ai mondiali 1994 e 1998. Ha collezionato in totale, con la maglia della Nazionale, 46 presenze.

### Allenatore
Ha allenato il Mufulira Wanderers dal 2010 fino al decesso.